# Гранд-Марей (Міннесота)
Гранд-Марей (англ. Grand Marais) — місто (англ. city) в США, в окрузі Кук штату Міннесота. Населення — 1337 осіб (2020).

## Географія
Гранд-Марей розташований за координатами 47°45′31″ пн. ш. 90°20′40″ зх. д. / 47.75861° пн. ш. 90.34444° зх. д. (47.758710, -90.344353).  За даними Бюро перепису населення США в 2010 році місто мало площу 7,51 км², уся площа — суходіл.

### Клімат
| Клімат : Гранд-Марей    | Клімат : Гранд-Марей | Клімат : Гранд-Марей | Клімат : Гранд-Марей | Клімат : Гранд-Марей | Клімат : Гранд-Марей | Клімат : Гранд-Марей | Клімат : Гранд-Марей | Клімат : Гранд-Марей | Клімат : Гранд-Марей | Клімат : Гранд-Марей | Клімат : Гранд-Марей | Клімат : Гранд-Марей | Клімат : Гранд-Марей |
| Показник                | Січ.                 | Лют.                 | Бер.                 | Квіт.                | Трав.                | Черв.                | Лип.                 | Серп.                | Вер.                 | Жовт.                | Лист.                | Груд.                | Рік                  |
| Абсолютний максимум, °C | 11,1                 | 14,4                 | 19,4                 | 28,3                 | 31,1                 | 33,9                 | 37,2                 | 37,8                 | 32,2                 | 25,0                 | 19,4                 | 12,8                 | 37,8                 |
| Середній максимум, °C   | −4,1                 | −2                   | 2,4                  | 8,6                  | 13,3                 | 17,6                 | 21,8                 | 22,3                 | 17,9                 | 11,2                 | 4,1                  | −2,2                 | 9,3                  |
| Середня температура, °C | −9,1                 | −7,2                 | −2,4                 | 3,8                  | 8,3                  | 12,1                 | 16,4                 | 17,3                 | 13,2                 | 6,8                  | 0,2                  | −6,7                 | 4,4                  |
| Середній мінімум, °C    | −14,2                | −12,3                | −7,2                 | −1,1                 | 3,3                  | 6,7                  | 10,9                 | 12,4                 | 8,6                  | 2,4                  | −3,8                 | −11,1                | −0,4                 |
| Абсолютний мінімум, °C  | −36,7                | −36,7                | −31,1                | −22,2                | −8,3                 | −3,9                 | −2,2                 | 0,6                  | −5                   | −14,4                | −25,6                | −32,8                | −36,7                |
| Норма опадів, мм        | 21                   | 13                   | 22                   | 42                   | 64                   | 92                   | 79                   | 69                   | 76                   | 79                   | 43                   | 25                   | 625                  |
| ----------------------- | -------------------- | -------------------- | -------------------- | -------------------- | -------------------- | -------------------- | -------------------- | -------------------- | -------------------- | -------------------- | -------------------- | -------------------- | -------------------- |
| Джерело: NOAA           |                      |                      |                      |                      |                      |                      |                      |                      |                      |                      |                      |                      |                      |

## Демографія
Згідно з переписом 2010 року, у місті мешкала 1351 особа в 673 домогосподарствах у складі 331 родини. Густота населення становила 180 осіб/км².  Було 863 помешкання (115/км²).
Расовий склад населення:
| - 93,4 % — білих - 2,4 % — корінних американців - 0,5 % — азіатів - 0,4 % — чорних або афроамериканців - 0,1 % — вихідців з тихоокеанських островів |

До двох чи більше рас належало 2,5 %. Частка іспаномовних становила 1,6 % від усіх жителів.
За віковим діапазоном населення розподілялося таким чином: 18,1 % — особи молодші 18 років, 58,9 % — особи у віці 18—64 років, 23,0 % — особи у віці 65 років та старші. Медіана віку мешканця становила 48,4 року. На 100 осіб жіночої статі у місті припадало 84,8 чоловіків;  на 100 жінок у віці від 18 років та старших — 81,6 чоловіків також старших 18 років.
Середній дохід на одне домашнє господарство  становив 54 237 доларів США (медіана — 40 000), а середній дохід на одну сім'ю — 62 818 доларів (медіана — 56 563). Медіана доходів становила 38 750 доларів для чоловіків та 36 875 доларів для жінок. За межею бідності перебувало 15,4 % осіб, у тому числі 28,2 % дітей у віці до 18 років та 5,5 % осіб у віці 65 років та старших.
Цивільне працевлаштоване населення становило 551 осіб. Основні галузі зайнятості: мистецтво, розваги та відпочинок — 29,2 %, освіта, охорона здоров'я та соціальна допомога — 20,7 %, роздрібна торгівля — 12,2 %, будівництво — 8,9 %.